# سارة ليندا
سارة ليندا (بالإنجليزية: Sarah Linda)‏ هي ممثلة بريطانية، ولدت في 13 نوفمبر 1987 في المملكة المتحدة.

## أعمال

### أفلام
- (2011) سمكري خياط جندي جاسوس

## وصلات خارجية
- سارة ليندا على موقع IMDb (الإنجليزية)